# Ibrahim Moustafa
Ibrahim Moustafa (arabiska: ابراهيم مصطفى), född 20 april 1904, i Alexandria, död 6 oktober 1968 i Mexico City, var en egyptisk brottare som tog OS-guld i lätt tungvikt i grekisk-romersk stil 1928 i Amsterdam.
Moustafa lärde sig brottas som tonåring. Vid sin första internationella tävling, olympiska sommarspelen 1924 i Paris kom han på en fjärdeplats. Fyra år senare blev den alexandrinske snickaren Egyptens andra olympiska guldmedaljör någonsin. På inbjudan från Svenska Brottningsförbundet turnerade han i Europa 1929 och tävlade i flera internationella turneringar, även om han aldrig tävlade på VM.
Moustafa blev sedan tränare på Olympic Club i hemstaden och lärde även sina söner brottas. En av dem, Adel Ibrahim Moustafa, tävlade i två OS och vann Medelhavsspelen 1955. Varje år hålls Ibrahim Moustafa International Tournament till hans minne.